# Hygrostaat

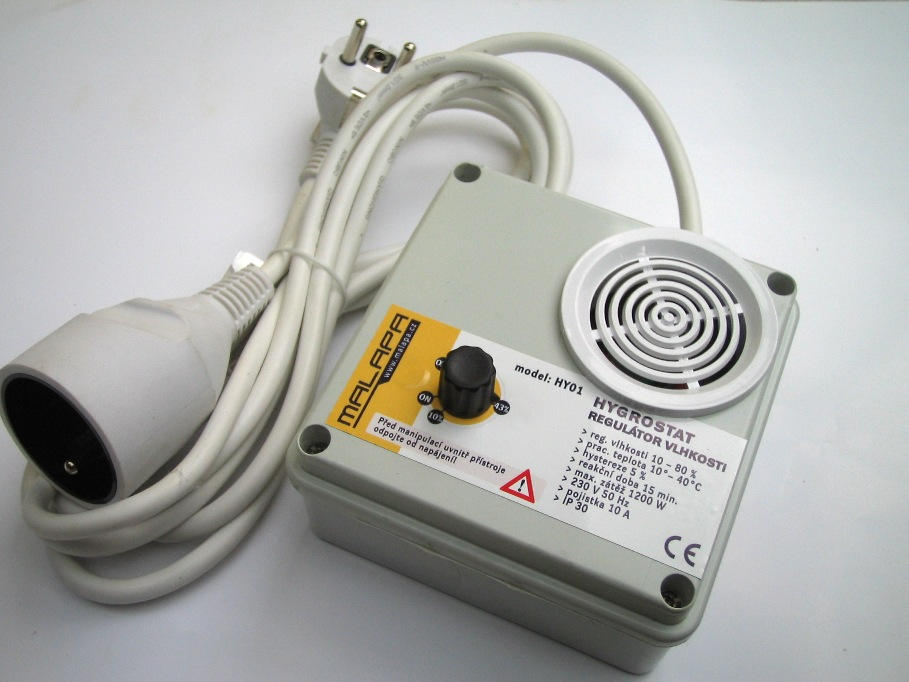
Een hygrostaat

Een hygrostaat is een meetinstrument of -apparaat dat helpt om de gewenste luchtvochtigheid te bewaken en daar waar nodig te handhaven door bijvoorbeeld een luchtbevochtiger of luchtontvochtiger aan te sturen.

## Werking
De hygrostaat is een sensor die als uitgang een schakelend contact heeft. De sensor meet elektronisch de relatieve luchtvochtigheid en vergelijkt de waarde met vooraf ingestelde luchtvochtigheidwaardes. Bij afwijking ten opzichte van de ingestelde grenzen schakelt de hygrostaat automatisch een aangesloten apparaat (bijvoorbeeld een luchtbevochtiger bij te droge lucht en een luchtontvochtiger bij te hoge luchtvochtigheid) waarmee de luchtvochtigheid gereguleerd kan worden. 

## Toepassingsgebied
- Airconditioning
- Luchtbevochtiging
- Luchtontvochtiging
- Klimaatkasten
- Luchtkanalen